# Гелиополь (Древний Египет)
Гелио́поль, Гелио́по́лис, Илио́поль (греч. Ἡλιούπολις или греч. Ἡλίου πόλις, егип. ỉwnw иуну, копт. ⲱⲛ Он или копт. ⲡⲉⲧⲫⲣⲏ Петпфре, в Библии — ивр. אן‎, греч. Ὂν Он) — один из древнейших и важнейших городов в Древнем Египте, расположенный к северо-востоку от современного Каира. Центр 13-го нижнеегипетского нома Хека-анджу. В Гелиополе находился главный центр поклонения верховному богу солнца (первоначально Атуму, затем Атуму-Ра) и циклу связанных с ним божеств — «Великой Девятки Иуну». Греки отождествляли Атума и Ра с Гелиосом, откуда и греческое название города — 'Ἡλιούπολις («город солнца»). Древнеегипетское название, транскрибированное ỉwnw, чаще всего передаётся как Иуну или Он (Ὂν в эллинизированном варианте и אן‎ или און‎ в еврейском тексте Библии).

## История
По Диодору город был основан Актием, сыном Гелиоса, вынужденным бежать с острова Родос после убийства брата. Город он назвал в честь отца.
Гелиополь известен с додинастического периода. В период Раннего и Древнего царства наряду с Абидосом и Мемфисом принадлежал к числу наиболее застраиваемых городов. Первоначально Гелиополь был основным центром почитания Атума, считающегося первым общеегипетским солярным божеством. Однако уже к началу Древнего царства Атум был вытеснен схожим гелиопольским богом Ра и отождествлён с ним в образе Ра-Атума (кроме Ра и Атума, в Гелиополе также был распространён культ быка Мневиса). Приход к власти V династии египетских правителей утвердил гелиопольское жречество в качестве наиболее влиятельной политической группировки при фараоне.
Несмотря на возвышение культа Амона в результате политического доминирования Фив, Ра сохранял своё значение и авторитет как древний верховный бог. Гелиопольское жречество адаптировалось к новым политическим условиям, развив представления о синкретических божествах Ра-Хорахте (Ра + Хор) и Амоне-Ра (Ра + Амон). Тем не менее, теологическое преобладание гелиопольской космогонии, с которой сопоставлялись другие мифологические схемы, не помешало фиванским жрецам стать главной опорой агрессивной внешней политики фараонов XVIII династии Нового царства. Последняя попытка восстановить былое политическое могущество Гелиополя была предпринята в начале правления Эхнатона, планировавшего проводить радикальные преобразования, используя недовольство жрецов Ра-Хорахте укреплением позиций жречества Амона-Ра. В это время в Гелиополе был воздвигнут храм Ведж-Атон, посвящённый солнечному диску Атону.
Гелиополь был хорошо известен древним грекам и римлянам. В 332 до н. э. в городе на короткое время останавливался Александр Македонский; храмы Гелиополя, известные своими успехами в астрономии и философии, неоднократно посещались Солоном, Пифагором, Платоном и другими выдающимися мыслителями античности. Манефон, по всей видимости, бывший верховным жрецом Гелиополя, в начале III века до н. э. на основании храмовых архивов подготовил «Египтику», считавшуюся в античном мире основным источником по истории Древнего Египта. 
Однако к I веку до н. э. интерес Птолемеев к гелиопольским древностям угас, и Страбон обнаружил храмы города заброшенными. 
После установления римского владычества по приказу императора Августа в 19 году н. э. из Гелиополя в Александрию римским префектом Барбаром были вывезены так называемые «иглы Клеопатры» — пара обелисков, установленных перед храмом Ра Тутмосом III и бывших одними из высочайших в Египте. В 1819 году Мухаммед Али Египетский подарил британцам одну «иглу», в сентябре 1877 года перевезённую в Лондон. Другая «игла» в 1880 году увезена в США и с 1881 года украшает Центральный парк в Нью-Йорке. Многие храмы и остальные крупные постройки древнего Гелиополя впоследствии использовались как строительный материал для постройки Фустата, позднее переросшего в Каир.

## Упоминания в Библии
Гелиополь был центром провинции Гесем. Был одним из трёх городов со складами пищи, во время семилетнего голода при Иосифе. Иосиф, ставший визирём и соправителем фараона в Древнем Египте, имел тестем жреца Гелиополя.
Септуагинта рассказывает, что Гелиополис вместе с городами Пифом и Раамсес, строили по приказу фараона порабощённые евреи, что и спровоцировало Исход евреев из Древнего Египта.
Во времена библейских пророков, Исаиа упоминал Гелиополис как один из пяти египетских городов, сообщавшихся с евреями. Но он сделал лингвистическую ошибку в слове «город солнца» (’ir hašemeš), записав его как Ир-га-герес (’ir haheres) — «город разрушения».. 
Эта игра слов позже утвердилась у Иеремии и Иезекиля.: еврейское слово «бет-шемеш», означающее «храм» (бет) «солнца» (шемеш) использовал Иеремия — он пророчил судьбу городу, заявляя что царь Вавилона Навуходоносор сокрушит обелиски (столбы, статуи) в Гелиополисе (Бефсамисе, «доме бога солнца») и сожжёт храмы египетских богов.. Иезекиль, современник Иеремии, укрепил это сообщение, заявив что «молодёжь Она […] падёт от меча и будет порабощена». Иезекиль тоже играл словами используя топоним «Он» — библейское имя Гелиополиса во времена Иосифа; В других переводах Библии фигурирует в этой строке не топоним «Он», а слово иврита «авен», означающее «безумие, несправедливость», и значит место называют «храмом жестоких сумасшедших».

## Современный Гелиополь
Ныне Гелиополисом также называют современный пригород Каира (араб. مصر الجديدة‎, Маср эль-Гедида — «Новый Египет»), расположенный вблизи древнего города. Сам древний Гелиополь находился на территории современных окраинных каирских районов Эль-Матария и Айн-Шамс. В районе Эль-Матария сохранился обелиск Сенусерта I, вокруг которого организован небольшой музей под открытым небом (у площади эль-Массала).